# Апостольский викариат Монго
Апостольский викариат Монго (лат. Vicariatus Apostolicus Mongensis) — апостольский викариат Римско-Католической Церкви с центром в городе Монго, Чад. Епархия Сарха распространяет свою юрисдикцию на регионы Гера, Батха, Ваддай, Вади-Фера, Эннеди и Саламат. Апостольский викариат Монго подчиняется непосредственно Святому Престолу. Кафедральным собором апостольского викариата Монго является церковь святого Игнатия в городе Монго.

## История
1 декабря 2001 года Римский папа Иоанн Павел II издал буллу «Universae Ecclesiae», которой учредил Апостольская префектураапостольскую префектуру Монго, выделив её из архиепархии Нджамены и епархии Сарха.
3 июня 2009 года Римский папа Бенедикт XVI издал буллу «Cum in Apostolica», которой преобразовал апостольскую префектуру Монго в апостольский викариат.

## Ординарии апостольского викариата
- епископ Henry Coudray SJ[2] (1.12.2001 — по настоящее время);